# Europaspiele 2019/Badminton (Damendoppel)
Bei den Europaspielen 2019 in Minsk, Belarus, wurden vom 24. bis 30. Juni 2019 insgesamt fünf Wettbewerbe im Badminton ausgetragen. Folgend die Ergebnisse im Damendoppel.

## Setzliste
1. Maiken Fruergaard / Sara Thygesen (Viertelfinale)
2. Ekaterina Bolotova / Alina Davletova (Bronze)
3. Émilie Lefel / Anne Tran (Bronze)
4. Selena Piek / Cheryl Seinen (Gold)

## Resultate

### Gruppenphase

#### Gruppe A
| Platz | Team                                      | Pld | W | L | MF | MA | MD | GF | GA | GD | PF  | PA  | PD  | Pts | Qualifikation |
| ----- | ----------------------------------------- | --- | - | - | -- | -- | -- | -- | -- | -- | --- | --- | --- | --- | ------------- |
| 1     | Chloe Birch / Lauren Smith                | 3   | 3 | 0 | 0  | 0  | 0  | 4  | 0  | +4 | 126 | 72  | +54 | 3   | Q             |
| 2     | Maiken Fruergaard / Sara Thygesen         | 3   | 2 | 1 | 0  | 0  | 0  | 4  | 2  | +2 | 114 | 79  | +35 | 2   | Q             |
| 3     | Nikoletta Bukoviczki / Daniella Gonda     | 3   | 1 | 2 | 0  | 0  | 0  | 2  | 3  | −1 | 94  | 137 | −43 | 1   |               |
| 4     | Vytautė Fomkinaitė / Gerda Voitechovskaja | 3   | 0 | 3 | 0  | 0  | 0  | 1  | 6  | −5 | 94  | 140 | −46 | 0   |               |

| Datum          |                                                 | Ergebnis |                                         | 1. Satz | 2. Satz | 3. Satz |
| -------------- | ----------------------------------------------- | -------- | --------------------------------------- | ------- | ------- | ------- |
| 24. Juni 16:00 | Maiken Fruergaard Sara Thygesen                 | 0–2      | Chloe Birch Lauren Smith                | 12–21   | 18–21   |         |
| 24. Juni 16:40 | Nikoletta Bukoviczki Daniella Gonda             | 2–1      | Vytautė Fomkinaitė Gerda Voitechovskaja | 21–13   | 14–21   | 21–19   |
| 25. Juni 10:20 | Maiken Fruergaard Sara Thygesen                 | 2–0      | Nikoletta Bukoviczki Daniella Gonda     | 21–7    | 21–13   |         |
| 25. Juni 11:00 | Chloe Birch Lauren Smith                        | 2–0      | Vytautė Fomkinaitė Gerda Voitechovskaja | 21–9    | 21–15   |         |
| 26. Juni 11:00 | Chloe Birch Lauren Smith Vereinigtes Königreich | 2–0      | Nikoletta Bukoviczki Daniella Gonda     | 21–6    | 21–12   |         |
| 26. Juni 11:00 | Maiken Fruergaard Sara Thygesen                 | 2–0      | Vytautė Fomkinaitė Gerda Voitechovskaja | 21–10   | 21–7    |         |

#### Gruppe B
| Platz | Team                                  | Pld | W | L | MF | MA | MD | GF | GA | GD | PF  | PA  | PD  | Pts | Qualifikation |
| ----- | ------------------------------------- | --- | - | - | -- | -- | -- | -- | -- | -- | --- | --- | --- | --- | ------------- |
| 1     | Ekaterina Bolotova / Alina Davletova  | 3   | 3 | 0 | 0  | 0  | 0  | 6  | 1  | +5 | 143 | 101 | +42 | 3   | Q             |
| 2     | Emma Karlsson / Johanna Magnusson     | 3   | 2 | 1 | 0  | 0  | 0  | 5  | 2  | +3 | 138 | 105 | +33 | 2   | Q             |
| 3     | Maryna Ilyinskaya / Yelyzaveta Zharka | 3   | 1 | 2 | 0  | 0  | 0  | 2  | 4  | −2 | 93  | 100 | −7  | 1   |               |
| 4     | Silvia Garino / Lisa Iversen          | 3   | 0 | 3 | 0  | 0  | 0  | 0  | 6  | −6 | 58  | 126 | −68 | 0   |               |

| Datum          |                                    | Ergebnis |                                     | 1. Satz | 2. Satz | 3. Satz |
| -------------- | ---------------------------------- | -------- | ----------------------------------- | ------- | ------- | ------- |
| 24. Juni 12:20 | Silvia Garino Lisa Iversen         | 0–2      | Maryna Ilyinskaya Yelyzaveta Zharka | 9–21    | 7–21    |         |
| 24. Juni 14:00 | Ekaterina Bolotova Alina Davletova | 2–1      | Johanna Magnusson Emma Karlsson     | 21–15   | 17–21   | 21–18   |
| 25. Juni 12:20 | Johanna Magnusson Emma Karlsson    | 2–0      | Maryna Ilyinskaya Yelyzaveta Zharka | 21–12   | 21–13   |         |
| 25. Juni 13:40 | Ekaterina Bolotova Alina Davletova | 2–0      | Silvia Garino Lisa Iversen          | 21–9    | 21–12   |         |
| 26. Juni 15:00 | Ekaterina Bolotova Alina Davletova | 2–0      | Maryna Ilyinskaya Yelyzaveta Zharka | 21–12   | 21–14   |         |
| 26. Juni 19:30 | Johanna Magnusson Emma Karlsson    | 2–0      | Silvia Garino Lisa Iversen          | 21–10   | 21–11   |         |

#### Gruppe C
| Platz | Team                                       | Pld | W | L | MF | MA | MD | GF | GA | GD | PF  | PA  | PD  | Pts | Qualifikation |
| ----- | ------------------------------------------ | --- | - | - | -- | -- | -- | -- | -- | -- | --- | --- | --- | --- | ------------- |
| 1     | Émilie Lefel / Anne Tran                   | 3   | 3 | 0 | 0  | 0  | 0  | 6  | 0  | +6 | 128 | 93  | +35 | 3   | Q             |
| 2     | Kati-Kreet Marran / Helina Rüütel          | 3   | 2 | 1 | 0  | 0  | 0  | 4  | 2  | +2 | 124 | 101 | +23 | 2   | Q             |
| 3     | Lise Jaques / Flore Vandenhoucke           | 3   | 1 | 2 | 0  | 0  | 0  | 2  | 4  | −2 | 96  | 105 | −9  | 1   |               |
| 4     | Anastasiya Cherniavskaya / Alesia Zaitsava | 3   | 0 | 3 | 0  | 0  | 0  | 0  | 6  | −6 | 77  | 126 | −49 | 0   |               |

| Datum          |                                 | Ergebnis |                                          | 1. Satz | 2. Satz | 3. Satz |
| -------------- | ------------------------------- | -------- | ---------------------------------------- | ------- | ------- | ------- |
| 24. Juni 09:00 | Lise Jaques Flore Vandenhoucke  | 2–0      | Anastasiya Cherniavskaya Alesia Zaitsava | 21–10   | 21–11   |         |
| 24. Juni 09:40 | Émilie Lefel Anne Tran          | 2–0      | Kati-Kreet Marran Helina Rüütel          | 21–19   | 23–21   |         |
| 25. Juni 17:20 | Émilie Lefel Anne Tran          | 2–0      | Lise Jaques Flore Vandenhoucke           | 21–16   | 21–11   |         |
| 25. Juni 18:00 | Kati-Kreet Marran Helina Rüütel | 2–0      | Anastasiya Cherniavskaya Alesia Zaitsava | 21–13   | 21–17   |         |
| 26. Juni 09:40 | Kati-Kreet Marran Helina Rüütel | 2–0      | Lise Jaques Flore Vandenhoucke           | 21–13   | 21–14   |         |
| 26. Juni 10:30 | Émilie Lefel Anne Tran          | 2–0      | Anastasiya Cherniavskaya Alesia Zaitsava | 21–16   | 21–10   |         |

#### Gruppe D
| Platz | Team                                | Pld | W | L | MF | MA | MD | GF | GA | GD | PF  | PA  | PD  | Pts | Qualifikation |
| ----- | ----------------------------------- | --- | - | - | -- | -- | -- | -- | -- | -- | --- | --- | --- | --- | ------------- |
| 1     | Selena Piek / Cheryl Seinen         | 3   | 3 | 0 | 0  | 0  | 0  | 6  | 0  | +6 | 126 | 79  | +47 | 3   | Q             |
| 2     | Bengisu Erçetin / Nazlıcan İnci     | 3   | 2 | 1 | 0  | 0  | 0  | 4  | 2  | +2 | 111 | 102 | +9  | 2   | Q             |
| 3     | Johanna Goliszewski / Lara Käpplein | 3   | 1 | 2 | 0  | 0  | 0  | 2  | 4  | −2 | 103 | 110 | −7  | 1   |               |
| 4     | Alžběta Bášová / Michaela Fuchsová  | 3   | 0 | 3 | 0  | 0  | 0  | 0  | 6  | −6 | 78  | 127 | −49 | 0   |               |

| Datum          |                                   | Ergebnis |                                   | 1. Satz | 2. Satz | 3. Satz |
| -------------- | --------------------------------- | -------- | --------------------------------- | ------- | ------- | ------- |
| 24. Juni 10:30 | Selena Piek Cheryl Seinen         | 2–0      | Johanna Goliszewski Lara Käpplein | 21–19   | 21–14   |         |
| 24. Juni 16:00 | Alžběta Bášová Michaela Fuchsová  | 0–2      | Bengisu Erçetin Nazlıcan İnci     | 12–21   | 20–22   |         |
| 25. Juni 15:00 | Johanna Goliszewski Lara Käpplein | 0–2      | Bengisu Erçetin Nazlıcan İnci     | 11–21   | 17–21   |         |
| 25. Juni 16:40 | Selena Piek Cheryl Seinen         | 2–0      | Alžběta Bášová Michaela Fuchsová  | 21–11   | 21–9    |         |
| 26. Juni 12:20 | Johanna Goliszewski Lara Käpplein | 2–0      | Alžběta Bášová Michaela Fuchsová  | 21–13   | 21–13   |         |
| 26. Juni 13:45 | Selena Piek Cheryl Seinen         | 2–0      | Bengisu Erçetin Nazlıcan İnci     | 21–12   | 21–14   |         |

### Endrunde
|  | Viertelfinale | Viertelfinale                      | Viertelfinale                      | Viertelfinale | Viertelfinale            |                           |                                 | Halbfinale               | Halbfinale | Halbfinale | Halbfinale | Halbfinale |  |  | Finale | Finale | Finale | Finale | Finale |
|  |               |                                    |                                    |               |                          |                           |                                 |                          |            |            |            |            |  |  |        |        |        |        |        |
|  |               | Chloe Birch Lauren Smith           | 21                                 | 21            |                          |                           |                                 |                          |            |            |            |            |  |  |        |        |        |        |        |
|  |               | Bengisu Erçetin Nazlıcan İnci      | 12                                 | 18            |                          |                           |                                 |                          |            |            |            |            |  |  |        |        |        |        |        |
|  |               | Bengisu Erçetin Nazlıcan İnci      | 12                                 | 18            | Chloe Birch Lauren Smith | 21                        | 21                              |                          |            |            |            |            |  |  |        |        |        |        |        |
|  |               |                                    |                                    |               |                          | 21                        | 21                              |                          |            |            |            |            |  |  |        |        |        |        |        |
|  |               | 3                                  | Émilie Lefel Anne Tran             | 13            | 13                       |                           |                                 |                          |            |            |            |            |  |  |        |        |        |        |        |
|  | 3             | 3                                  | Émilie Lefel Anne Tran             | 13            | 13                       | Émilie Lefel Anne Tran    | 21                              | 25                       |            |            |            |            |  |  |        |        |        |        |        |
|  | 3             |                                    |                                    |               |                          |                           | 21                              | 25                       |            |            |            |            |  |  |        |        |        |        |        |
|  |               | Emma Karlsson Johanna Magnusson    | 15                                 | 23            |                          |                           |                                 |                          |            |            |            |            |  |  |        |        |        |        |        |
|  |               |                                    |                                    |               |                          |                           |                                 | Chloe Birch Lauren Smith | 21         | 13         | 15         |            |  |  |        |        |        |        |        |
|  |               | 4                                  | Selena Piek Cheryl Seinen          | 14            | 21                       | 21                        |                                 |                          |            |            |            |            |  |  |        |        |        |        |        |
|  | 1             | Maiken Fruergaard Sara Thygesen    | 13                                 | 14            |                          |                           |                                 |                          |            |            |            |            |  |  |        |        |        |        |        |
|  | 4             | Selena Piek Cheryl Seinen          | 21                                 | 21            |                          |                           |                                 |                          |            |            |            |            |  |  |        |        |        |        |        |
|  | 4             | Selena Piek Cheryl Seinen          | 21                                 | 21            | 4                        | Selena Piek Cheryl Seinen | 18                              | 22                       | 21         |            |            |            |  |  |        |        |        |        |        |
|  |               |                                    |                                    |               |                          | Selena Piek Cheryl Seinen | 18                              | 22                       | 21         |            |            |            |  |  |        |        |        |        |        |
|  |               | 2                                  | Alina Davletova Ekaterina Bolotova | 21            | 20                       | 14                        |                                 |                          |            |            |            |            |  |  |        |        |        |        |        |
|  |               | 2                                  | Alina Davletova Ekaterina Bolotova | 21            | 20                       | 14                        | Kati-Kreet Marran Helina Rüütel | 14                       | 15         |            |            |            |  |  |        |        |        |        |        |
|  |               |                                    |                                    |               |                          |                           | Kati-Kreet Marran Helina Rüütel | 14                       | 15         |            |            |            |  |  |        |        |        |        |        |
|  | 2             | Alina Davletova Ekaterina Bolotova | 21                                 | 21            |                          |                           |                                 |                          |            |            |            |            |  |  |        |        |        |        |        |